# لويزة ثلاثية الأوراق
لويزة ثلاثية الأوراق (الاسم العلمي: Aloysia ternifolia) هو نوع نباتي يتبع جنس اللويزة من فصيلة اللويزية.